# Gypsy-Punk
Gypsy-Punk ist eine musikalische Stilrichtung, die klassische Musik der Roma mit Elementen des Punk-Rock verbindet. Bekannte Bands haben neben den eher punktypischen Instrumenten wie  Schlagzeug, E-Gitarre und Bass häufig auch Instrumente wie Akkordeon, Geige und Percussion in ihrem Line-up. Sie entstand bereits in den 1990er Jahren in Russland, wo vor allem die Band Zdob si Zdub Erfolge feierte. Richtig bekannt wurde die Musik Anfang der 2000er Jahre. Gogol Bordello galt als Vorreiterband dieses Musikstils und eine lebhafte Szene entwickelte sich vor allem in New York. Der österreichische Kurier charakterisiert die Musik als "fetzige Haudrauf-Hymnen". In den USA war daneben auch die Band Kultur Shock aus Seattle sehr erfolgreich in der Verbreitung des Genres. In den Folgejahren wurde Gypsy Punk auch in Europa immer beliebter und die häufig akkordionbasierten Songs von Bands wie The Mules und Beirut waren insbesondere in Großbritannien erfolgreich. Spätestens mit Touren von Bands wie O'death in Deutschland im Jahr 2008 kann man Gypsy Punk als auch in Deutschland allgemein bekannt ansehen.
Eugene Hütz von der ukrainisch-amerikanischen Band Gogol Bordello erklärt seine Motivation Musik in diesem Musikstil zu machen so: 

„Den Roma geht es schlecht, schlimmer kann es nicht werden. Sie verlieren ihre Kultur. Wir versuchen einen neuen Zugang, eine neue Interpretation, eine Weiterentwicklung.“